# 佐薙毅
佐薙 毅（さなぎ さだむ、1901年（明治34年）8月8日 - 1990年（平成2年）3月14日）は、日本の海軍軍人及び航空自衛官、第2代航空幕僚長。海兵50期・海大32期。帝国海軍での最終階級は海軍大佐。自衛隊での最終階級は航空幕僚長たる空将。

## 経歴
現在の愛媛県新居浜市で出生。父は教員・佐薙喜志太。1919年（大正8年）3月、東京高等師範学校附属中学校（現・筑波大学附属中学校・高等学校）卒業。1922年（大正11年）6月、海軍兵学校卒業（50期。卒業席次は19位）。
1923年（大正12年）9月、海軍少尉に任官。1925年（大正14年）12月、海軍中尉。1926年（大正15年）3月、第4期偵察学生。1927年（昭和2年）12月、海軍大尉。1928年（昭和3年）4月、霞ヶ浦海軍航空隊教官。12月、アメリカ大使館付武官補佐官。1931年（昭和6年）5月、霞ヶ浦海軍航空隊教官。12月、重巡洋艦「妙高」乗組。
1932年（昭和7年）12月、海軍大学校甲種第32期入校。1933年（昭和8年）11月、海軍少佐。1934年（昭和9年）7月、海軍大学校甲種第32期卒業。11月、水上機母艦「神威」飛行長。1935年（昭和10年）6月、海軍航空本部総務部員。1936年（昭和11年）9月、第十一航空隊付。12月、海軍省人事局付。1937年（昭和12年）12月、人事局第1課局員。1938年（昭和13年）11月、海軍中佐。12月、第5艦隊参謀。1939年（昭和14年）12月、連合艦隊参謀。
1940年（昭和15年）11月、軍令部第1部第1課部員。1941年12月、太平洋戦争が始まる。1942年（昭和17年）6月、軍令部第1部第1課作戦班長。1943年（昭和18年）5月、海軍大佐。11月、南東方面艦隊参謀 兼 第十一航空艦隊参謀。
1945年8月、終戦。1947年（昭和22年）7月、復員。1948年（昭和23年）1月、公職追放。追放解除後の1954年（昭和29年）7月1日、航空自衛隊発足に伴い航空幕僚副長に就任（空将）。1956年（昭和31年）7月3日、第2代航空幕僚長に就任。1957年、FX次期戦闘機選定が始まる。当初防衛庁は次期戦闘機をロッキードF-104に内定したが、岸信介内閣成立後1958年1月、佐薙は渡米しFX次期戦闘機の選定を実施して帰国後に報告書を提出し、1958年4月、G-98J-11の採用を国防会議が内定した。しかし、G-98の内定に対して「汚職の疑いがある」「設計図だけの幽霊戦闘機（実機はまだ製作されていなかった）」との批判が起こり、佐薙らの事情聴取や証人喚問にまで発展し、白紙化する第1次FX問題が起こる。1959年（昭和34年）7月18日、退官。
1970年（昭和45年）5月、水交会会長（- 1974年5月）。
1971年（昭和46年）11月3日、勲二等瑞宝章受章
1990年（平成02年）3月14日、急性心不全のため東京都多摩市内の病院で逝去（88歳没）、叙・従四位

## 人物
帝国海軍では、海兵卒業時には恩賜組に入らなかったものの、アメリカ駐在武官補佐官・連合艦隊参謀・軍令部作戦班長などの要職を歴任し、将来を嘱望された「赤レンガ組」であった。航空自衛隊では制服組トップの航空幕僚長まで上り詰めた。
海軍士官・航空自衛官として頂点を極め、日米開戦など歴史の重要場面に立ち会った佐薙であるが、自他共に認める口下手であった。昭和40年代に佐薙にインタビューを行った亀井宏によると、事前に佐薙から貰った手紙に「私は喋ること、書くことがきわめてにが手です」とわざわざ断りが書いてあり、亀井は佐薙と会った印象を「なるほど、失礼ながら掛値なしに口舌の人ではないことを知った」と記している。

## 栄典
- レジオン・オブ・メリット・コマンダー - 1959年（昭和34年）6月1日
- 勲二等瑞宝章 - 1971年（昭和46年）11月3日